# Adrian Carambula
Adrian Ignacio Carambula Raurich (Montevideo, Uruguay, 16 de marzo de 1988) es un deportista italiano que compite en voleibol, en la modalidad de playa. Ganó una medalla de plata en el Campeonato Europeo de Vóley Playa de 2015.

## Palmarés internacional
| Campeonato Europeo | Campeonato Europeo   | Campeonato Europeo | Campeonato Europeo |
| Año                | Lugar                | Medalla            | Pareja             |
| ------------------ | -------------------- | ------------------ | ------------------ |
| 2015               | Klagenfurt (Austria) | Medalla de plata   | Alex Ranghieri     |